# Les Mages
Les Mages är en kommun i departementet Gard i regionen Occitanien i södra Frankrike. Kommunen ligger i kantonen Saint-Ambroix som tillhör arrondissementet Alès. År 2022 hade Les Mages 2 107 invånare.

## Befolkningsutveckling
Antalet invånare i kommunen Les Mages
Referens:INSEE